# Bekkeberga
Bekkeberga là một làng nằm ở Na Uy.